# Mahomet-Beck Hadjetlaché
Mahomet-Beck Hadjetlaché (né le 20 mai 1868, supposément en Turquie, et mort le 4 novembre 1929 à Stockholm) est un musulman de Russie d'origine caucasienne, écrivain, journaliste et éditeur anti-bolchevique. Il est soupçonné d'avoir été agent secret du MI6 britannique et de la Guépéou soviétique. Condamné pour un triple meurtre commis en Suède en 1919, il a été incarcéré jusqu'à la fin de sa vie.

## Biographie
Beaucoup d'éléments biographiques concernant Beck Hadjetlaché demeurent incertains. Il a beaucoup écrit sur sa vie, mais les récits livrés semblent varier selon les destinataires et les circonstances.
Mahomet-Beck Hadjetlaché serait né et aurait grandi en Turquie, il aurait ensuite rejoint le Caucase russe vers ses 10-12 ans, recueilli dans une famille juive convertie au christianisme, les Ettinger. En 1894, il obtient la nationalité russe. Au début du XXe siècle, il aurait adhéré au Parti socialiste révolutionnaire (SR). Il aurait aussi créé une organisation clandestine et extorqué de l'argent à des industriels juifs aisés de Russie méridionale avant d'être arrêté pour chantage. 
Il s'installe en 1908 en France avec sa famille. Son épouse Aïcha-Khanoum Beck Hadjetlaché (née Alexandra Alfonsovna Lefèvre, 1881-1950) est française. Le couple aura cinq enfants : Islam-Beck (mort vers les vingt ans), Mekhmet-Beck (1901, Istanbul- ?), Leïla-Khanoum (1906, Istanbul-2004), Mirat-Khanoum (1909, France-1983, Bordeaux) et Taïfa-Khanoum (1910, France-1987). À Paris, Mohamet-Beck Hadjetlaché crée la revue bimensuelle Moussoulmanine publiée de  juillet 1908 à novembre 1911. Les articles sont signés par des collaborateurs caucasiens et par le rédacteur en chef, Hadjetlaché lui-même, sous son propre nom ou sous de multiples pseudonymes.
En 1911, il fonde à Saint-Pétersbourg une revue intitulée « V Mire Mussul'manstva » (Dans le monde musulman), hebdomadaire publié du 3 avril 1911 au 20 avril 1912. Il s'agit d'un journal politique, littéraire et social, fruit de sa collaboration avec son compatriote Aslan Girej Datiev. Mahomet-Beck Hadjetlaché se présente comme un « musulman éclairé » et reçoit à ce titre une aide financière du ministère de l'intérieur russe qui estime que son travail éditorial peut aider à contrer l'émergence du panislamisme dans l'Empire russe. Mahomet-Beck Hadjetlaché dit avoir participé à la Première Guerre mondiale en tant que colonel et chef des troupes cosaques de l'armée impériale russe. Il y combat les Bolcheviks. 
Il émigre en Suède après la révolution d'Octobre 1917. Il y publie alors une revue intitulée « Echo Rossiji »  et fonde une « Ligue russe », regroupant nombre de ses compatriotes anti-communistes émigrés.
Le 28 mai 1920, il est condamné à mort par la justice suédoise en Suède pour le vol-homicide, commis en 1919, de trois ressortissants russes, que lui et les membres de la Ligue russe présument être des « agents soviétiques ». Les crimes, particulièrement horribles et minutieusement planifiés, auraient pu faire quatre autres victimes, toutes disparues. Ses complices reçoivent des peines moindres et, après appel, la peine de mort de Hadjetlaché est changée par le Svea Hovrätt (cour d'appel) en une peine de travaux forcés à vie. Il est emprisonné à Stockholm à la prison de Långholmen jusqu'à sa mort en 1929. Pendant son incarcération, il continue à publier et à correspondre activement avec sa femme et ses enfants, notamment avec sa fille Leïla.
Le poète Carl Sandburg a écrit un poème sur Hadjetlaché intitulé Mohammed Bek Hadjetlaché. Il est l'un des héros du roman Émigrants publié par l'auteur soviétique Alexis Nikolaïevitch Tolstoï paru en 1940 dans lequel il apparait sous son vrai nom.

## Archives
- Inventaire du fonds d'archives de Mahomet-Beck Hadjetlaché conservé à La contemporaine. Ces documents ont été recueillis par la famille Beck Hadjetlaché qui en a fait don à cette institution en 2004.Des éléments du texte de présentation de cet inventaire placé sous licence libre Etalab sont intégrés au présent article.